# Вочватап
Вочвата́п (Вочвъатап) — река в России, на севере Дальнего Востока, протекает по территории Иультинского района Чукотского автономного округа. Общая протяжённость реки составляет 58 км.
Топоним переводится с чук. вочвытап — «поперечная ягельная». Названа по своему расположению относительно реки Ватапваам (ягельная река).
Истоки находятся у подножия горы Ширшова (1133 м), впадает в реку Кывэквын (правый приток). В верховье русло распадается на несколько рукавов и проток.
В 1983-85 гг. в бассейне реки проводилась разведка россыпей золота.

## Притоки
Объекты перечислены по порядку от устья к истоку (км от устья: ← левый приток | → правый приток):
- 0,7 км: → река без названия
- 6 км: → Извилистый
- 17 км: ← река без названия
- 26 км: ← Рельтын
- 28 км: → Быстрый
- 30 км: ← Кустарниковый
- 43 км: ← река без названия